# Xiao Qin
Xiao Qin, em chinês simplificado: 肖钦 (Nanjing, 12 de janeiro de 1985) é um ginasta chinês que compete em provas de ginástica artística.
Xiao fez parte da equipe chinesa que disputou os Jogos Olímpicos de Atenas, em 2004, Grécia; e os Jogos Olímpicos de Pequim, em 2008, China. Em apenas uma das edições olímpicas, conquistou duas medalhas de ouro. Em Mundiais são oito conquistas, sendo seis delas também de ouro.

## Carreira
Iniciando no desporto aos cinco anos, Qin disputou seu primeiro evento internacional aos dezesseis, entrando para a equipe nacional. No mesmo ano, competiu no Mundial de Gante, sendo medalhista de prata no cavalo com alças, superado pelo romeno Marius Urzica. Em 2002, no Campeonato Mundial de Debrecen, conquistou novamente a medalha de prata no aparelho, ao somar 9,750 pontos; o romeno Urzica, conquistou a medalha de ouro, somando 9,787 pontos.
No ano posterior, competiu no Mundial de Anaheim. Nele, contribuiu para a conquista da medalha de ouro na prova coletiva, superando a equipe americana e japonesa, prata e bronze, respectivamente. Na disputa do cavalo com alças, foi apenas sétimo, em prova vencida pelo compatriota Teng Haibin. Em 2004, disputou a etapa de Gante, da Copa do Mundo, sendo sétimo no cavalo com alças. Ainda em 2004, em sua primeira aparição olímpica, nos Jogos Olímpicos de Atenas, foi quinto colocado por equipes e sexto na barra fixa; o italiano Igor Cassina, terminou com a medalha de ouro.
Em 2005, disputou o Mundial de Melbourne,- que não contou com as provas coletivas. Nele, conquistou a medalha de ouro no cavalo com alças, e a sexta colocação na barra fixa. No ano posterior, competiu nos Jogos Asiáticos de Doha, sendo medalhista de ouro por equipes, e quinto no cavalo. No Mundial de Aarhus, foi novamente medalhista de ouro no cavalo com alças, somando 16,025 pontos. Na prova coletiva, conquistou o bicampeonato, superando a equipe russa e japonesa, segunda e terceira colocada. Como último evento do ano, deu-se a Final da Copa do Mundo de São Paulo. Nela, conquistou a medalha de ouro em sua especialidade.
Em 2007, disputou a etapa de Shanghai, da Copa do Mundo, sendo novamente medalhista de ouro no cavalo, e bronze na barra fixa. No Mundial de Stuttgart, Xiao conquistou a medalha de ouro na disputa coletiva, superando a equipe japonesa e alemã, prata e bronze, respectivamente. Classificado para a final do cavalo com alças, somou 16,300 pontos, e encerrou na primeira colocação. No ano posterior, disputou mais uma etapa de Copa do Mundo, realizada em Tianjin. Nela, conquistou o ouro em seu melhor aparato. Em agosto, em sua segunda aparição olímpica, nos Jogos Olímpicos de Pequim, Xiao ao lado de Yang Wei, Li Xiaopeng, Chen Yibing, Zou Kai e Huang Xu, foi medalhista de ouro na prova coletiva, superando a equipe japonesa e americana, segunda e terceira colocadas, respectivamente. Na final por aparatos, conquistou a medalha de ouro no cavalo com alças, somando 15,875 pontos. Abrindo o calendário competitivo de 2009, disputou os Jogos Nacionais Chineses, sendo medalhista de ouro no cavalo, ao somar 16,300 pontos.

## Principais resultados
| Ano  | Evento                                    | AA | Equipe          | Solo | Cavalo com alças | Argolas | Salto sobre o cavalo | Barras paralelas | Barra fixa |
| ---- | ----------------------------------------- | -- | --------------- | ---- | ---------------- | ------- | -------------------- | ---------------- | ---------- |
| 2001 | Campeonato Mundial de Ginástica Artística |    |                 |      | Medalha de prata |         |                      |                  |            |
| 2002 | Campeonato Mundial de Ginástica Artística |    |                 |      | Medalha de prata |         |                      |                  |            |
| 2003 | Campeonato Mundial de Ginástica Artística |    | Medalha de ouro |      | Medalha de ouro  |         |                      |                  |            |
| 2004 | Jogos Olímpicos                           |    | 5º              |      |                  |         |                      |                  | 6º         |
| 2005 | Campeonato Mundial de Ginástica Artística |    |                 |      | Medalha de ouro  |         |                      |                  | 6º         |
| 2006 | Jogos Asiáticos                           |    | Medalha de ouro |      | 5º               |         |                      |                  |            |
| 2006 | Campeonato Mundial de Ginástica Artística |    | Medalha de ouro |      | Medalha de ouro  |         |                      |                  |            |
| 2006 | Copa do Mundo - São Paulo                 |    |                 |      | Medalha de ouro  |         |                      |                  |            |
| 2007 | Copa do Mundo - Shanghai                  |    |                 |      | Medalha de ouro  |         |                      |                  |            |
| 2007 | Campeonato Mundial de Ginástica Artística |    | Medalha de ouro |      | Medalha de ouro  |         |                      |                  |            |
| 2008 | Copa do Mundo - Tianjin                   |    |                 |      | Medalha de ouro  |         |                      |                  |            |
| 2008 | Jogos Olímpicos                           |    | Medalha de ouro |      | Medalha de ouro  |         |                      |                  |            |
| 2009 | Jogos Nacionais Chineses                  |    |                 |      | Medalha de ouro  |         |                      |                  |            |